# Bunium brevifolium
Espèce
Statut de conservation UICN

 DD  : Données insuffisantes
Bunium brevifolium est une espèce de plantes à fleurs de la famille des Apiaceae, endémique de Madère.

## Statut
Ce taxon est strictement protégé par la Convention de Berne.